# 松本琉李
松本 琉李（まつもと るり、2002年9月19日 - ）は、日本の女優。愛知県北名古屋市出身。Biz所属。

## 来歴
2017年
- レッスンスクールで1年間、お芝居とジャズダンスを習う。この経験が芸能科目を学ぶことのできる高等学校への進学を決めるキッカケとなった。

2018年
- 4月：渡辺高等学院名古屋校 3期生として入学

2019、2020年
- 高校案件で、テレビドラマやCMにエキストラ出演している

2021年
- 3月：渡辺高等学院名古屋校卒業
- 4月：上京して、オリオンズベルトグローバルに所属[2][3]する

2024年
- 1月：オリオンズベルトグローバルからオリオンズベルトへ所属の移籍(グループ内移籍)[4][5]
- 8月30日：オリオンズベルトを退所

2025年
- 3月 : 2024年11月よりSHOWROOMで行っていたインセントグループによるFirst Heroineオーディション[6]でグランプリを獲得[1][7]して、インセントグループのBiz所属となった。また、このオーディションの特典のデジタルサイネージ掲載が2025年4月14日から20日に掛けてJR五反田駅のデジタルサイネージに掲出された

## 人物
- 4歳の頃に「徹子の部屋」に出演していた早乙女太一さんの女形を見て子どもながらにその美しさに感動し、大衆演劇に興味を持ったことがきっかけで8歳から日本舞踊を始めた。母と妹と共に地元で活動するボランティア劇団に所属し、介護施設や地域のイベントに慰問に行き、時代劇に踊りや歌のパフォーマンスを行っていた。
- 趣味：大衆演劇観劇[8]、温泉巡り[4]
- 資格：英語検定準2級[4]
- 特技：日本舞踊5年[9]、歌謡舞踊13年、ダンス(ジャズヒップホップ2年、ジャズ2年)、着付、演歌・歌謡曲、デジタルイラスト[4]
- 好物：とろろ、海鮮
- ウインクが出来ないため、自虐的に両目ウインクと称してウインクの体の事を行う事がある

## 出演

### テレビドラマ
- THK開局50周年記念「ただいま　大須商店街」(2019年、東海テレビ ) - 通行人 役
- CTV開局60周年記念「翔べ！工業高校マーチングバンド部」(2020年、中京テレビ) - 女子高生 役
- ペンディングトレイン 7話(2023年6月2日、TBS) - 女子高生(前原凛子)[10] 役
- ウルトラマンブレーザー 6話(2023年8月19日、テレビ東京) - ドライブ中の女性[11][12] 役
- 君が死ぬまであと100日(2023年10月24日-12月26日、日本テレビ) - レギュラーの生徒[13][14][15] 役
- 新空港占拠 1話(2024年1月13日、日本テレビ) - 看護師(平川美結)[16][17] 役

### バラエティ
- ドデスカ！テーマソング「きっかけはキッカケで」(2019年、名古屋テレビ) - ダンサー[18]
- ワルイコあつまれ(2023年4月8日、NHK Eテレ) - 番組内ケミカルドラマ - エキストラ
- 奇跡体験!アンビリバボー 絶体絶命SP (2023年5月18日、フジテレビ)  -  再現VTR、1986年、東京都・伊豆大島にある三原山が、565年ぶりに大噴火で逃げ惑う女子高生 役
- 「世界の何だコレ!?ミステリー」3時間スペシャル(2023年9月27日、フジテレビ) - 甲府信金OL誘拐殺人事件被害者の内田友紀さん[19] 役
- 『中居正広の金曜日のスマイルたちへ』2時間SP　"君たちは本当の黒柳徹子を知らない"(2023年11月10日、TBS) - Z世代での出演[20]
- 『世界の何だコレ⁉︎ミステリーSP』(2024年1月31日、フジテレビ) - 豊川信用金庫事件、誤った内容の噂により豊川信用金庫に対する取り付け騒ぎが発生した事件の噂の発端となった女子高生[21] 役
- 『主治医が見つかる診療所』(2024年2月5日、テレビ東京) - 検証VTR出演[22]
- 『今夜は大熱唱!昭和の名曲 歌うランキングSHOW 』(2024年5月15日、テレビ朝日) - 再現VTR[23]

### CM
- 花王 アタックZERO(2019年) - エキストラ
- ソフトバンク 青春放題(2019年) - 女子高生 役
- サントリー GREEN DA・KA・RA ミルコア「34歳以上しかぐっとこないCM」篇(2022年、WEB CM) - 叫ぶお姉さん[24] 役
- 関西電力（第2話 教授 冬の電力を考える篇)(2022年) - カップル 役
- 牛角 冬/こう見えて食べ放題編(2022年) - 店内の客 役
- 牛角 春/私の牛角道編(2023年) - 店内の客 役
- JCB(2023年) - エキストラ
- US (NOLIMIT! クリスマス)」(2023年) - エキストラ

### 映画
- 水田伸生監督「ゆとりですが何か インターナショナル」(2023年) - エキストラ

### 舞台
- DOG'S (2023年2月17日 - 2月26日、中目黒キンケロ・シアター) - 村田充　ノゾミ 役

### ネット配信
- 『小悪魔教師♡サイコ2』全26話(2021年9月17日、Peep) - 生徒[25][26] 役
- ララチューン【ラランド公式】-HYSTERIC FAMILY(2023年7月11日、YOUTUBE)  - 妹(まゆみ) 役
- 「配信だけで…解禁 絶恐映像  日本で一番コワい夜」#5 他人と夢を共有 古民家に巣食うおぞましい化け物 スマホに潜むもの(2024年6月、テレビ東京(U-NEX独占配信)) - スマホ女子高生 役
- OCODRAMA テーマ「マスカラ」全10話(2025年4月6日 - 5月8日、TikTok、YOUTUBE) - ヒロイン 高橋ひまり 役

### PV、MV
- NAQT VANE「TOUCH」(2022年) - 買い物客カップルエキストラ
- THE KEBABS「THE KEBABSを抱きしめて」(2023年) - 女子高生役